# Roberta Bergmann

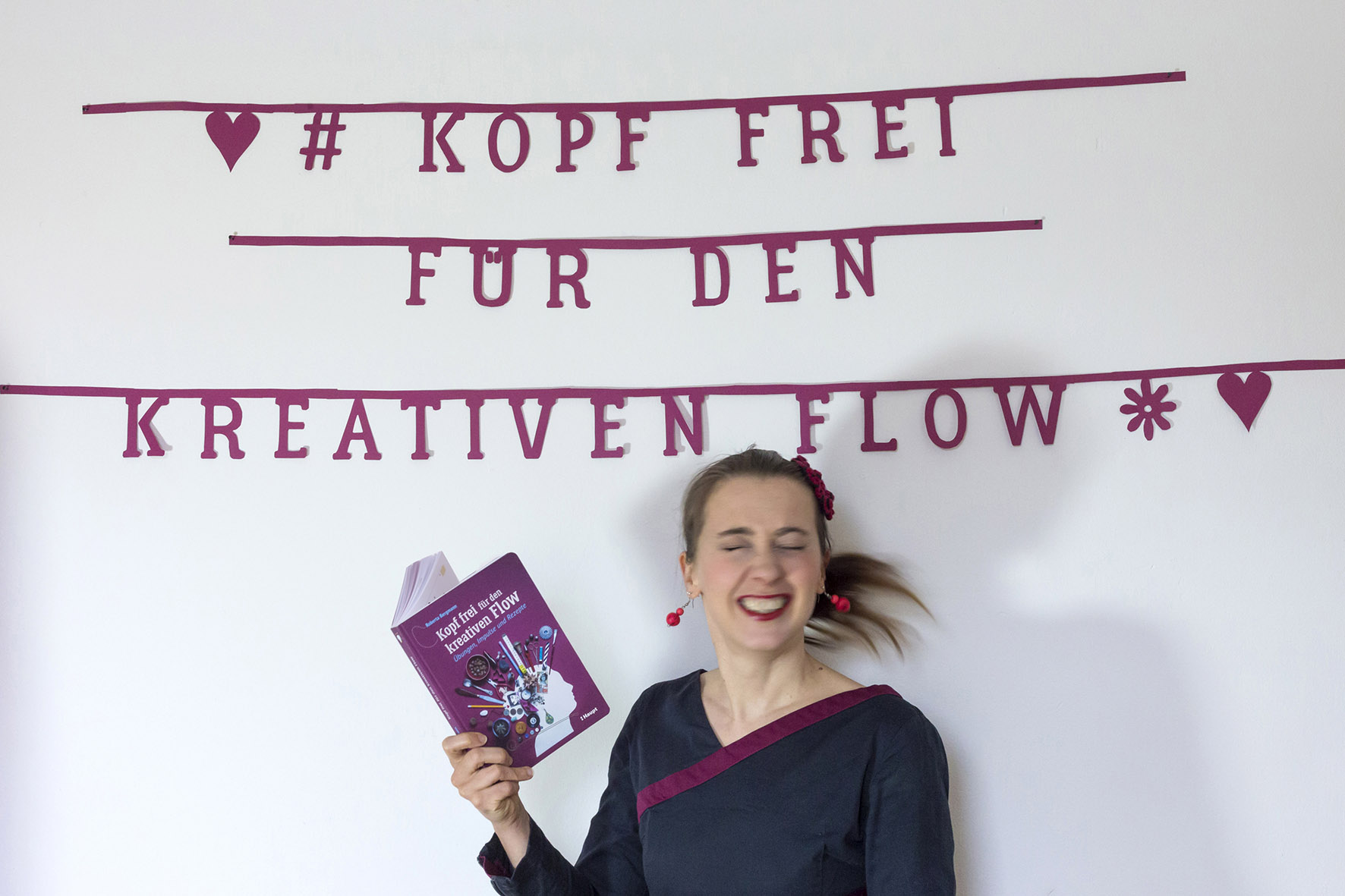
Roberta Bergmann

Roberta Bergmann (* 1979 in Nordhausen) ist eine deutsche Autorin und Designerin mit den Schwerpunkten Buchgestaltung und Illustration.

## Leben
Nach dem Abitur begann Bergmann 1998 eine Ausbildung als Gestaltungstechnische Assistentin für Grafik und Design in Halle (Saale). Von 1999 bis 2005 studierte sie Kommunikationsdesign mit den Schwerpunkten Buchgestaltung und Illustration an der Hochschule für Bildende Künste Braunschweig.
Seit 2001 bringt sie eigene Bücher heraus oder arbeitet als freie Buchgestalterin, Autorin und Illustratorin mit Verlagen zusammen. 2003 gründete sie gemeinsam mit vier weiteren Designerinnen die Ateliergemeinschaft „Tatendrang-Design“ in Braunschweig und arbeitet seitdem als Künstlerin, Illustratorin und Gestalterin. Von 2008 bis 2012 war Bergmann wissenschaftliche Mitarbeiterin im Fachbereich Gestaltung (Gestaltungsgrundlagen und Entwurfslehre) an der Hochschule für Bildende Künste in Braunschweig. Von 2012 bis 2014 unterrichtete sie dort als Gastprofessorin im Fachbereich Gestaltung Gestaltungsgrundlagen in den Studiengängen Kommunikationsdesign und Industrial Design. Sie hat weitere Lehraufträge und gibt Workshops, u. a. in den Bereichen Grafikdesign, Künstlereditionen, Selbstvermarktung und Buchgestaltung für Nichtdesigner. Außerdem hält Bergmann Vorträge für Gründer aus dem Bereich der Kreativwirtschaft und gibt Workshops.
Die Graphische Kunst – Internationale Zeitschrift für Buchkunst und Grafik schreibt über Bergmanns Buchgestaltung und Illustration zu Frühlings Erwachen, veröffentlicht anlässlich des 150. Geburtstags von Frank Wedekind im Jahr 2014: „Die Illustrationen von Roberta Bergmann bringen die Entstehungszeit des Textes mit hinein durch die konsequente Umsetzung in einer zeitgemäßen Art des Jugendstils (…).“ Weiter heißt es in der Rezension, dass das Buchdesign und die Bilder einem Bühnenstück entsprechend gestaltet sind und der unweigerliche Eindruck dadurch entstünde, dass dem Betrachter etwas erzählt wird, was nur er hören dürfe, er also zum Mitwisser gemacht wird. Und dies sieht der Rezensent vor allem in der „(…) Illustrier-Kunst der Künstlerin begründet.“
2016 erschien Bergmanns erstes Sachbuch Die Grundlagen des Gestaltens.
2019 gründet Bergmann ihre zweite Firma „Der kreative Flow“, die sich als Plattform für Kreativschaffende versteht. Dazu gehören ein wöchentlicher Podcast, eine Buchpublikation, ein Blog, Online-Lernprodukte und eine Community.

## Preise
Neben kleineren Preisen wie 2004 dem 1. Preis für Malerei auf der 3. Jugendkunstbiennale in Sondershausen, gewann Bergmann 2007 und 2008, zusammen mit Tonia Wiatrowski, den „Vida Paper Design Award“.
2012 wurde Bergmann zusammen mit Tatendrang-Design 2012 zur Kultur- und Kreativpilotin Deutschlands 2012 durch die Initiative Kultur- und Kreativwirtschaft der Bundesregierung ausgezeichnet.
Sie war als Buchgestalterin und Illustratorin mit dem Buch Frühlings Erwachen für den German Design Award 2015 nominiert und gleichzeitig Finalistin des European Design Award 2015.
2017 wurde sie von der Initiative Kultur- und Kreativwirtschaft der Bundesregierung als unabhängige und ehrenamtliche Botschafterin und Multiplikatorin von 2016-2019 als Fellow des Kompetenzzentrums berufen. In diesen drei Jahren ist ein starkes rund 100-köpfiges Netzwerk entstanden, das seit 2020 selbstorganisiert weitergeführt wird. Zwischen dem Netzwerk und dem Kompetenzzentrum findet weiterhin ein enger inhaltlicher Austausch statt.“
2022 wird Bergmann für die Illustrationen in Wolfgang Borcherts „Laternenträume“ mit dem Merit Illustration Award in der Kategorie „Professional: Books Published“ des New Yorker Magazins „3x3“ ausgezeichnet.

2024 gewinnt sie mit dem Buch „Laternenträume“ zweimal den niederländischen „Indigo Design Award“ in Silber im Bereich Grafikdesign für „Book Design“ und „Illustration“.

## Ausstellungen (Auswahl)
- 50 Schattenspiele – der Marta Hoepffner-Preis für Fotografie, Stadtmuseum Hofheim am Taunus, 11/2002 (Finalistin des Wettbewerbs, Katalog, Gruppenausstellung)
- Schlaflos, Photogalerie 94, Baden/Schweiz, 11–12/2002 (Gruppenausstellung)
- alterserscheinungen, Katholischen Akademie Berlin, 09–10/2003 (Einzelausstellung und Gesprächsabend zum Thema „Altern“, u. a. zusammen mit Sybil Gräfin Schönfeldt)[16]
- Druckgrafik, Arbeiten der Klasse Druckgrafik Prof. Scholz, Vilnius, Litauen, 2004 (Gruppenausstellung)
- european bookart, Ausstellung & Verkauf von Unikaten und Kleinstauflagen, bookart bookshop, London/England, 2004–2005 (Gruppenausstellung)
- FrauenZimmer – Tatendrang-Design, Kunsthaus Meyenburg, Nordhausen, 01–03/2006 (Gruppenausstellung)
- b4. 2009 – Die Sprache der Menschen ist ihrem Leben gleich!, Brüder-Grimm-Platz / Obere Königsstraße 1 und Larry Brend Club, Kassel, 08–09/2009 (Gruppenausstellung, Schirmherr Jan Hoet)[17][18]
- Lauschstellung, Bund Bildender Künstler, Torhaus-Galerie, Braunschweig, 06/2012 (Gruppenausstellung)
- Memento III, Enschede/Niederlande, Cork/Irland, Wimbledon/England (Wanderausstellung, Gruppenausstellung)[19]
- Skizzenbücher 2009–2012, Verein für Junge Kunst, Wolfsburg, 05–06/2013 (Kuratorin der Ausstellung, Gruppenausstellung)
- Das illustrierte Künstlerbuch 2002–2012, Stadtbibliothek Braunschweig, 06–07/2013 (Einzelausstellung)
- Die Kunst ist weiblich – Ilsetraut Glock und 33 Künstlerinnen der Gegenwart, Kunsthaus Meyenburg, Nordhausen, 03–05/2014 (Gruppenausstellung)
- Pop-Up Gallery, Port of Art, Berlin, 10/2015  (Gruppenausstellung)
- kunst ... hier und jetzt, Konsumverein, Braunschweig, 10/2015  (Gruppenausstellung)
- 9. Heise Kunstpreis, Finalistenausstellung, Alte Feuerwache, Dessau, 05/2016 (Gruppenausstellung)
- WortimBild – Die 10 besten Arbeiten des Wettbewerbs 2016, im Rahmen der Tage der deutschsprachigen Literatur und Verleihung des Ingeborg Bachmann-Preises, Klagenfurt/Österreich, 06–07/2016 (Gruppenausstellung)
- De toekomstige Mens, Arendsmanhuis, Enschede/Niederlande, 09/2016 (Gruppenausstellung)
- 100 Frauen und 100 Jahre Frauenwahlrecht, Vernissage plus: Podiumsdiskussion mit der damaligen Justizministerin Katarina Barley und der Autorin Margarete Stokowski, Bundesjustizministerium, Berlin, 11/2018 (Gruppenausstellung)

## Veröffentlichungen (Auswahl)

### Text, Illustration und Buchgestaltung
- Roberta Bergmann: alters-erscheinungen. (Fotografie und Buchgestaltung), Eigenverlag, Braunschweig 2001
- Frederike Frei: Statt Blumen (Illustration, Buchgestaltung), Eigenverlag, Braunschweig 2002
- Hans Hunfeld: Trittsiegel (Illustration, Buchgestaltung, zus. mit A.-L. Janßen), Eigenverlag, Braunschweig 2004, ISBN 3-00-013734-3
- Hartmut Jahn (Autor), Roberta Bergmann und Tonia Wiatrowski (Gestaltung): Babylon Circus, Verlag für moderne Kunst, Nürnberg 2005, ISBN 978-3-936711-90-5 (zweisprachiges Katalogbuch, welches das Schaffen des Filmemachers und Videokünstlers Hartmut Jahn vorstellt)
- usus: trans-lation (Buchgestaltung, zus. mit T. Wiatrowski), Hrsg.: usus/Ausstellungskatalog, Offenbach 2007, ISBN 978-3-00-021630-5
- Walther Hassmann (Text), Peter Pansen (Fotografie), Roberta Bergmann und Tonia Wiatrowski (Gestaltung): Die letzte Show im Paradies, Braunschweig 2008
- Covergestaltung zu: Axel Klingenberg: Eintracht und Zwietracht: Braunschweiger Geschichten, Verlag Andreas Reiffer, Braunschweig 2011, ISBN 978-3-934896-32-1
- Radio Okerwelle: Radiosendung Wie entstehen Kinderbücher?, Lesezeit, Braunschweig 2012
- Gudrun Onganina: An die Töpfe, gärtnern, los! Praxiswissen und Ideen fürs urbane Gärtnern  (Illustration, Buchgestaltung, zus. mit T. Wiatrowski), Haupt Verlag Bern/Schweiz 2014, ISBN 978-3-258-07835-9
- Frank Wedekind (Text), Roberta Bergmann (Gestaltung und Illustration): Frühlings Erwachen. Eine Kindertragödie, kunstanstifter verlag, Mannheim 2014, ISBN 978-3-942795-16-6[20][21][22]
- Bärbel Ofting (Text), Roberta Bergmann und Tonia Wiatrowski (Gestaltung und Illustration): Voll eklig - 55 eklige Dinge und was dahinter steckt, Haupt Verlag, Bern 2014, ISBN 978-3-258-07843-4
- Roberta Bergmann (Text, Gestaltung, Illustration): Als der Affe die Banane warf und 25 Tiere traf, kunstanstifter verlag, Mannheim 2015, ISBN 978-3-942795-28-9[23][24]
- Bärbel Oftring (Text), Roberta Bergmann und Tonia Wiatrowski (Gestaltung und Illustration): Tatort Natur! - Betrug, Mord & Täuschung im Tierreich - und was dahintersteckt, Bern 2015, ISBN 978-3-258-07912-7
- Roberta Bergmann (Text, Gestaltung): Die Grundlagen des Gestaltens, Haupt Verlag, Bern 2016, ISBN 978-3-258-60149-6
- Roberta Bergmann (Text, Gestaltung): Braunschweig – Das Aus- und Weitermalbuch, Verlag Andreas Reiffer, Meine 2017, ISBN 978-3-945715-04-8
- Roberta Bergmann (Text, Gestaltung): Kopf frei für den kreativen Flow, Haupt Verlag, Bern 2018, ISBN 978-3-258-60176-2
- Selma Lagerlöf (Text), Roberta Bergmann (Gestaltung, Illustration): Herrn Arnes Schatz, Kunstanstifter Verlag, Mannheim 2019, ISBN 978-3-942795-81-4
- Roberta Bergmann (Text, Gestaltung): Die Praxis des Gestaltens, Haupt Verlag, Bern 2020, ISBN 978-3-258-60217-2
- Wolfgang Borchert: Laternenträume: Gedichte[25], illustriert von Roberta Bergmann, Kunstanstifter Verlag, Mannheim 2024, ISBN 978-3-948743-28-4
- Roberta Bergmann (Text, Gestaltung): Creative Flow, Schiffer Publishing, Pennsylvania 2022, ISBN 978-0-764-36308-5
- Roberta Bergmann (Text, Gestaltung): Kreativ unter freiem Himmel, Haupt Verlag, Bern 2023, ISBN 978-3-258-60260-8
- Roberta Bergmann (Text): Kreative Identität und Selbsterkenntnis, Verlag Hermann Schmidt, Mainz 2024, ISBN 978-3-874-39972-2